# Pierre Amiot
Pour les articles homonymes, voir Amiot.
Pierre Amiot, né le 9 mars 1781 à Verchères et mort le 31 janvier 1839 à Montréal, est un homme politique, un cultivateur, un major de milice et un juge de paix du Bas-Canada.
De 1813 à 1838, il est député de Surrey, devenu Verchères en 1829, pour le Parti patriote à la chambre d'assemblée du Bas-Canada. Il participe également à la bataille de Saint-Charles le 25 novembre 1837, aux côtés des Patriotes.

## Biographie
Agriculteur prospère, Amiot est élu député en 1813 et siège à la chambre d'assemblée à partir de 1813 jusqu'à 1838. Il occupe aussi les fonctions de commissaire des recensements de 1825 et de 1831. En 1827, à Verchères, il est vice-président d'une assemblée publique qui a pour objet le rappel du gouverneur George Ramsay, ce qui lui vaut d'être destitué de sa commission de capitaine de milice. Il est réintégré à son poste et promu major en 1830. En 1834, il vote en faveur des 92 résolutions patriotes.
En 1837, il est présent à l'assemblée des six-comtés de Saint-Charles et propose une résolution dénonçant les récentes nominations au conseil législatif. Pour cette raison, il est alors de nouveau destitué de ses fonctions militaires, cette fois par le gouverneur Gosford. Il prend ensuite part à la bataille de Saint-Charles du 25 novembre et, le 1er décembre, une récompense de cent livres est offerte à qui le capturerait. Arrêté chez-lui le 8 décembre, il est fait prisonnier jusqu'au 8 juillet 1838, date à laquelle il est libéré pour un cautionnement de mille livres. Il décède quelques mois plus tard, le 31 janvier 1839.
Jules Verne le mentionne dans son roman Famille-Sans-Nom (partie 2, chapitre II), roman traitant des révoltes du Bas-Canada de 1837-1838.